# اسوند اولسن
اسوند اولسن (دانمارکی: Svend Olsen؛ ۱۷ اکتبر ۱۹۰۸ – ۱۳ دسامبر ۱۹۸۰) وزنه‌بردار اهل دانمارک بود.
وی در مسابقات کشوری و بین‌المللی در مجموع برندهٔ ۱ مدال نقره شده‌است.